# Natação nos Jogos Pan-Americanos de 2015 - 400 m livre feminino
As competições dos 400 metros livre feminino da natação nos Jogos Pan-Americanos de 2015 foram realizadas em 17 de julho no Centro Aquático CIBC Pan e Parapan-Americano, em Toronto.

## Calendário
Horário local (UTC-4).
| Data        | Horário | Fase          |
| ----------- | ------- | ------------- |
| 17 de julho | 10:29   | Eliminatórias |
| 17 de julho | 19:43   | Final B       |
| 17 de julho | 19:52   | Final A       |

## Medalhistas
| Ouro   | CAN Emily Overholt |
| Prata  | VEN Andreina Pinto |
| Bronze | USA Gillian Ryan   |

## Recordes
Antes desta competição, os recordes mundiais e pan-americanos da prova eram os seguintes:
| Tipo                             | Atleta             | Tempo   | Local         | Data                 |
| -------------------------------- | ------------------ | ------- | ------------- | -------------------- |
|                                  | USA Katie Ledecky  | 3m58s37 | Gold Coast    | 23 de agosto de 2014 |
| Recorde dos Jogos Pan-Americanos | USA Elizabeth Hill | 4m10s48 | Santo Domingo | 13 de agosto de 2003 |

## Resultados

### Eliminatórias
A eliminatória foi realizada em 17 de julho. 
| Pos. | Bateria | Raia | Nadador               | Nacionalidade         | Tempo   | Notas |
| ---- | ------- | ---- | --------------------- | --------------------- | ------- | ----- |
| 1    | 3       | 5    | Kiera Janzen          | USA Estados Unidos    | 4:11.82 | QA    |
| 2    | 3       | 4    | Andreina Pinto        | VEN Venezuela         | 4:12.43 | QA    |
| 3    | 3       | 3    | Manuella Lyrio        | BRA Brasil            | 4:15.38 | QA    |
| 4    | 1       | 5    | Joanna Evans          | BAH Bahamas           | 4:15.51 | QA    |
| 5    | 2       | 4    | Gillian Ryan          | USA Estados Unidos    | 4:15.95 | QA    |
| 6    | 3       | 2    | Maria Álvarez         | COL Colômbia          | 4:16.90 | QA    |
| 7    | 2       | 3    | Carolina Bilich       | BRA Brasil            | 4:16.92 | QA    |
| 8    | 1       | 4    | Emily Overholt        | CAN Canadá            | 4:18.21 | QA    |
| 9    | 1       | 3    | Natalia Jaspeado      | MEX México            | 4:18.30 | QB    |
| 10   | 2       | 5    | Tabitha Baumann       | CAN Canadá            | 4:18.70 | QB    |
| 11   | 3       | 6    | Allyson Macias        | MEX México            | 4:20.45 | QB    |
| 12   | 2       | 2    | Elisbet Gamez         | CUB Cuba              | 4:21.10 | QB    |
| 13   | 2       | 6    | Andrea Cedrón         | PER Peru              | 4:21.31 | QB    |
| 14   | 1       | 6    | Gabriela Santis       | Predefinição:FlagPASO | 4:24.73 | QB    |
| 15   | 3       | 7    | Daniella van den Berg | ARU Aruba             | 4:28.01 | QB    |
| 16   | 2       | 7    | Rebeca Quinteros      | ESA El Salvador       | 4:29.19 | QB    |
| 17   | 1       | 2    | Lani Cabrera          | BAH Bahamas           | 4:29.46 |       |

### Final B
A final B foi realizada em 17 de julho. 
| Pos. | Raia | Nadador               | Nacionalidade   | Tempo   | Notas |
| ---- | ---- | --------------------- | --------------- | ------- | ----- |
| 9    | 5    | Tabitha Baumann       | CAN Canadá      | 4:16.03 |       |
| 10   | 7    | Gabriela Santis       | GUA Guatemala   | 4:16.79 |       |
| 11   | 4    | Natalia Jaspeado      | MEX México      | 4:17.25 |       |
| 12   | 3    | Allyson Macias        | MEX México      | 4:17.49 |       |
| 13   | 6    | Elisbet Gamez         | CUB Cuba        | 4:18.23 |       |
| 14   | 2    | Andrea Cedrón         | PER Peru        | 4:23.93 |       |
| 15   | 8    | Rebeca Quinteros      | ESA El Salvador | 4:27.89 |       |
| 16   | 1    | Daniella van den Berg | ARU Aruba       | 4:30.14 |       |

### Final A
A final A foi realizada em 17 de julho. 
| Pos.              | Raia | Nadador         | Nacionalidade      | Tempo   | Notas                            |
| ----------------- | ---- | --------------- | ------------------ | ------- | -------------------------------- |
| Medalha de ouro   | 8    | Emily Overholt  | CAN Canadá         | 4:08.42 | Recorde dos Jogos Pan-Americanos |
| Medalha de prata  | 5    | Andreina Pinto  | VEN Venezuela      | 4:08.67 |                                  |
| Medalha de bronze | 2    | Gillian Ryan    | USA Estados Unidos | 4:09.46 |                                  |
| 4                 | 3    | Manuella Lyrio  | BRA Brasil         | 4:10.92 | Recorde nacional                 |
| 5                 | 4    | Kiera Janzen    | USA Estados Unidos | 4:11.32 |                                  |
| 6                 | 6    | Joanna Evans    | BAH Bahamas        | 4:14.51 |                                  |
| 7                 | 1    | Carolina Bilich | BRA Brasil         | 4:17.40 |                                  |
| 8                 | 7    | Maria Álvarez   | COL Colômbia       | 4:17.80 |                                  |

Legenda
| Recorde mundial                  | Recorde mundial (World record)               |                       | Recorde africano                      | Recorde africano (African) |                                           | Q | Classificado por posição (Qualified) |
| Recorde dos Jogos Pan-Americanos | Recorde pan-americano (Pan-American record)  | Recorde da América    | Recorde da América (Americas)         | q                          | Classificado por melhor tempo (Qualified) |   |                                      |
| Melhor marca do ano              | Melhor marca do ano (World leading)          | Recorde asiático      | Recorde asiático (Asian)              | DNS                        | Não largou (Did not start)                |   |                                      |
| Recorde nacional                 | Recorde nacional (National record)           | Recorde europeu       | Recorde europeu (European)            | DNF                        | Não terminou (Did not finish)             |   |                                      |
| Recorde pessoal                  | Recorde pessoal do atleta (Personal best)    | Recorde da Oceania    | Recorde da Oceania (Oceania)          | DSQ / DQ                   | Desclassificado (Disqualified)            |   |                                      |
| Recorde da temporada             | Recorde da temporada do atleta (Season best) | Recorde sul-americano | Recorde sul-americano (South America) | NM                         | Sem marca (No mark)                       |   |                                      |